# Шликареве
Шликаре́ве — село Зеленогірської селищної громади у Подільському районі Одеської області. Населення становить 155 осіб.

## Історія
7 (20) листопада 1917 року, відповідно до Третього Універсалу Української Центральної Ради, увійшло до складу Української Народної Республіки.
12 червня 2020 року, відповідно до Розпорядження Кабінету Міністрів України від № 724-р «Про визначення адміністративних центрів та затвердження територій територіальних громад Одеської області», увійшло до складу Зеленогірської селищної громади.
19 липня 2020 року, в результаті адміністративно-територіальної реформи і ліквідації Любашівського району, село увійшло до складу новоутвореного Подільського району.

## Населення
Згідно з переписом УРСР 1989 року чисельність наявного населення села становила 163 особи, з яких 69 чоловіків та 94 жінки.
За переписом населення України 2001 року в селі мешкало 155 осіб. 100 % населення вказало своєю рідною мовою українську мову.